# Jug Face
Pour plus de détails, voir Fiche technique et Distribution.
Jug Face est un film d'horreur américain écrit et réalisé par Chad Crawford Kinkle, sorti en 2013.

## Synopsis
Jug Face raconte l’histoire d’une adolescente enceinte essayant d’échapper à une communauté après avoir découvert qu’elle allait être sacrifiée à une créature dans une fosse.

## Distribution
- Lauren Ashley Carter : Ada
- Sean Bridgers : Dawai
- Larry Fessenden : Sustin
- Sean Young : Loriss
- Kaitlin Cullum : Christie
- Daniel Manche : Jessaby
- Jennifer Spriggs : Eilen
- Katie Groshong : Pyer
- Scott Hodges : Corber